# Back to the Future Part III: Original Motion Picture Soundtrack
Back to the Future Part III: Original Motion Picture Soundtrack es la banda sonora de la película Back to the Future Part III, tercera y última entrega de la trilogía homónima. Fue entregada al pública por Varèse Sarabande el 29 de mayo de 1990. La mayor parte del álbum es obra del compositor Alan Silvestri.
También cuenta con la versión orquestal de la canción "Doubleback", interpretada durante el festival de 1885 durante la película, pero no cuenta con la versión de ZZ Top interpretada en los créditos.

## Lista de pistas
| Back to the Future Part III: Original Motion Picture Soundtrack |                                              |                                                                                |          |  |
| N.º                                                             | Título                                       | Notas                                                                          | Duración |  |
| 1.                                                              | «Main Titles»                                | Contiene variaciones de "The Clocktower", "Doc Returns" y "Back to the Future" | 3:05     |  |
| 2.                                                              | «It’s Clara» (The Train, Part II)            |                                                                                | 4:33     |  |
| 3.                                                              | «Hill Valley»                                |                                                                                | 2:20     |  |
| 4.                                                              | «The Hanging»                                |                                                                                | 1:40     |  |
| 5.                                                              | «At First Sight»                             |                                                                                | 3:12     |  |
| 6.                                                              | «Indians»                                    |                                                                                | 1:10     |  |
| 7.                                                              | «Goodbye Clara»                              |                                                                                | 2:57     |  |
| 8.                                                              | «Doc Returns»                                | Remix de "Doc Returns"                                                         | 2:50     |  |
| 9.                                                              | «Point Of No Return» (The Train, Part III)   | Contiene variaciones de "Back to the Future".                                  | 3:45     |  |
| 10.                                                             | «The Future Isn’t Written»                   |                                                                                | 3:35     |  |
| 11.                                                             | «The Showdown»                               | Señas a "Back to the Future"                                                   | 1:28     |  |
| 12.                                                             | «Doc to the Rescue»                          |                                                                                | 0:51     |  |
| 13.                                                             | «The Kiss»                                   |                                                                                | 1:51     |  |
| 14.                                                             | «We’re Out of Gas»                           |                                                                                | 1:15     |  |
| 15.                                                             | «Wake Up Juice»                              |                                                                                | 1:11     |  |
| 16.                                                             | «A Science Experiment» (The Train, Part I)   | Incorpora "Back to the Future"                                                 | 3:05     |  |
| 17.                                                             | «Doubleback» (Versión instrumental acústica) | Compuesta por ZZ Top; arreglada por Alan Silvestri                             | 1:30     |  |
| 18.                                                             | «End Credits»                                | Remix de "Point of No Return (The Train, Part III)" y "Back to the Future"     | 4:34     |  |

| Canciones en el filme que no aparecen en esta banda sonora: |                                 |                       |          |  |
| N.º                                                         | Título                          | Intérprete (s)        | Duración |  |
| 19.                                                         | «Doubleback» (Versión de álbum) | ZZ Top                |          |  |
| 20.                                                         | «The Power of Love»             | Huey Lewis & the News |          |  |